# Frei Otto
Frei Paul Otto (* 31. Mai 1925 in Siegmar; † 9. März 2015 in Leonberg) war ein deutscher Architekt, Architekturtheoretiker und Hochschullehrer. Seine Arbeiten im Leichtbau mit Seilnetzen, Gitterschalen und anderen zugbeanspruchten Konstruktionen machten ihn zu einem der bedeutendsten Architekten des 20. Jahrhunderts. Er zählt neben Richard Buckminster Fuller und Santiago Calatrava zu den wichtigsten Vertretern der organischen Architektur.
Ottos architektonisches Ziel und Ideal war das Bauen mit einem minimalen Aufwand an Materie, Fläche und Energie, was ihn nebenbei auch zu einem Pionier des ökologischen Bauens machte. Mit seinen „leichten, flexiblen Bauten“ erhoffte er sich „auch eine neue, offene Gesellschaft“. Frei Otto wurde 2015 mit dem Pritzker-Preis geehrt und war nach Gottfried Böhm der zweite deutsche Architekt, der die weltweit wichtigste Architektur-Auszeichnung erhielt.

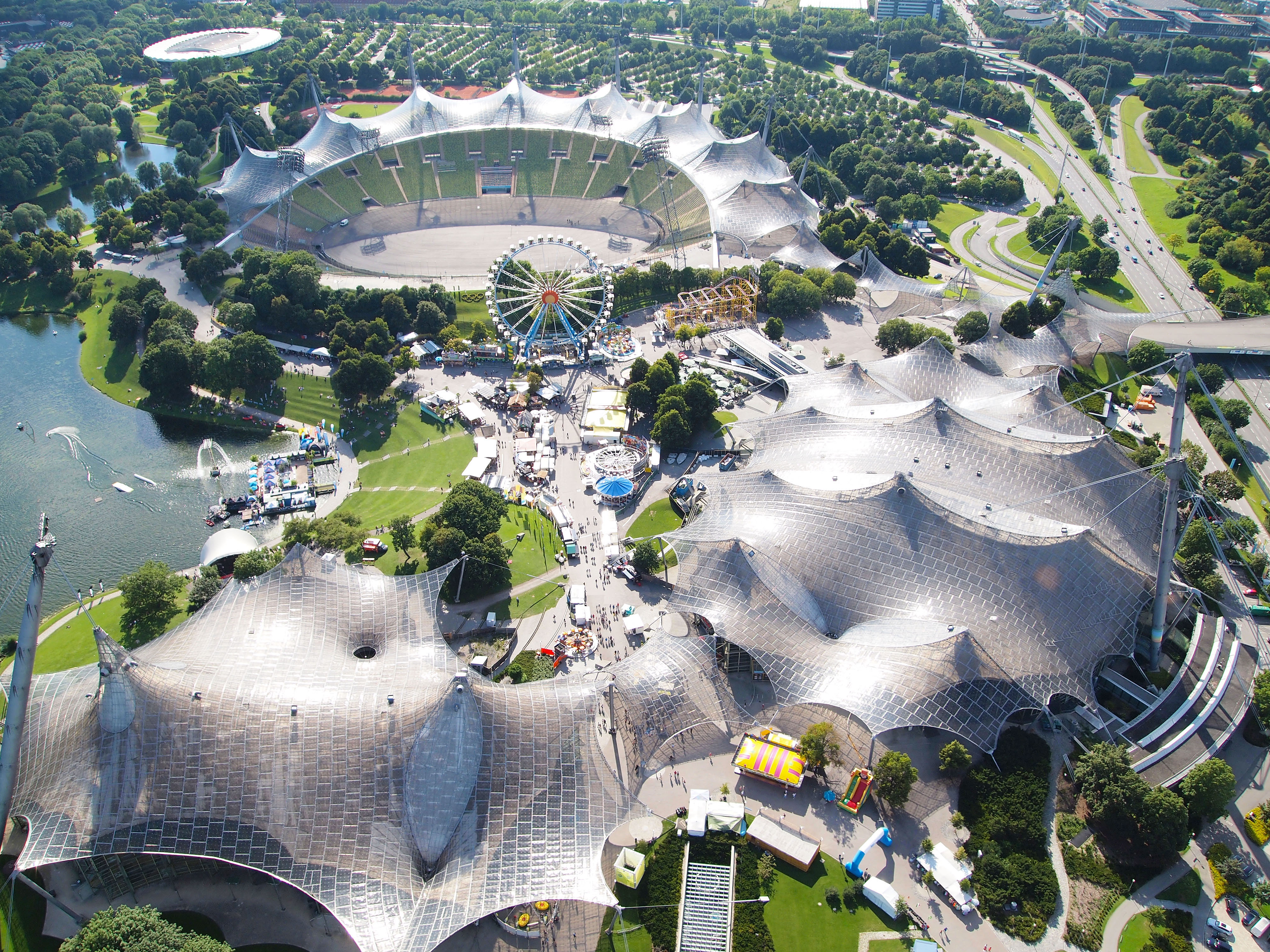
Olympiapark in München mit Olympiastadion (hinten), Olympiahalle (rechts) und Olympia-Schwimmhalle (links unten)

## Leben und Werk

### Die Anfänge
Sein Vorname Frei geht auf seine Mutter zurück, da dies ihr Lebensmotto war. Ottos Eltern waren Mitglieder im Deutschen Werkbund. Ursprünglich wollte Frei Otto, wie sein Vater und Großvater auch, Bildhauer werden. Auf der Handelsschule kam Otto durch seinen Lehrer mit dem Segelfliegen und dem Modellbau in Kontakt. Beim Erwerb des Segelflugscheins konnte er sich auch Kenntnisse über Leichtbauweisen und rahmengespannte Membranen verschaffen. 1943 trat er sein Architekturstudium an der Technischen Hochschule Berlin an, das durch seinen Kriegsdienst unterbrochen wurde. Noch im selben Jahr wurde er als Kampfpilot ausgebildet und eingesetzt.

### Studienjahre
Otto geriet in Nürnberg schließlich in französische Kriegsgefangenschaft. Noch während seiner Gefangenschaft war er an der Gestaltung eines Kriegsgefangenenlagers in Chartres mit mehreren Bauten in einer kostengünstigen Leichtbauweise beteiligt. Eine Inspiration war für ihn der tägliche Anblick der steinernen Leichtbauweise in Gestalt der Kathedrale von Chartres. 1948 nahm er das Studium der Architektur an der Technischen Hochschule Berlin wieder auf. 1950 wurde er als Stipendiat von seiner Fakultät ausgewählt, um für ein halbes Jahr in den Vereinigten Staaten studieren zu können. Auf seiner Amerikareise konnte er die führenden Architekten seiner Zeit und ihre Bauten kennenlernen: Erich Mendelsohn, Ludwig Mies van der Rohe, Richard Neutra, Frank Lloyd Wright, Eero Saarinen und Fred Severud. Aus dieser Studienreise erwuchs seine Freundschaft mit Ludwig Mies van der Rohe. Später korrigierte er auf dessen Anfrage die Statik der Neuen Nationalgalerie in West-Berlin, indem er die ursprünglich vorgesehenen vier Hauptstützpfeiler durch jeweils zwei unscheinbare Stützen auf jeder Seite ersetzte. Otto war außerdem in seinen Studienjahren Stipendiat der Studienstiftung des deutschen Volkes.

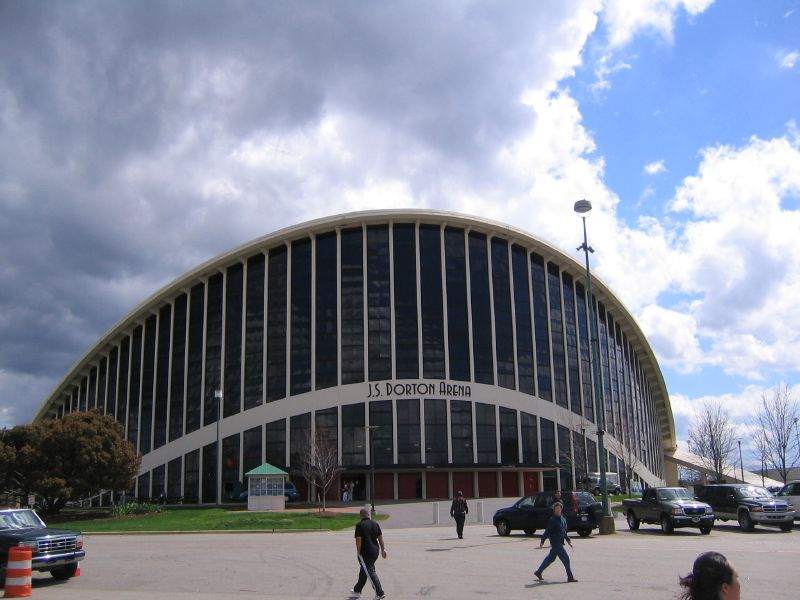
Dorton Arena

Im Büro des Bauingenieurs Fred Severud in New York sah er das Modell der Dorton Arena in Raleigh (North Carolina) nach einem Entwurf von Matthew Nowicki, des ersten großen Bauwerks mit einem hängenden Dach. Das sattelförmig geschwungene Dach der Dorton Arena ist ein Seilnetz, das an zwei halbrunden, gegenüberliegenden und leicht nach unten abgeschrägten Randseilen aufgehängt wurde. Die beiden Randseile kreuzen sich am Dachrand und stabilisieren sich im Erdreich gegenseitig durch horizontale Stahlträger. Diese Konzeption beeindruckte Otto so stark, dass er 1952/53 über diese neue Bautechnik seine Doktorarbeit schrieb.
1954 erschien seine Dissertation mit dem Titel „Das hängende Dach“, die die Bautechnik zugbeanspruchter Flächentragwerke erstmals umfassend darstellt. Während dieser Arbeit lernte er Peter Stromeyer kennen, den Geschäftsführer einer Firma für Großzeltebau in Konstanz. Stromeyer stellte für ihn all seine Zeltbauten her, darunter vor allem den Aufsehen erregenden deutschen Pavillon für die Weltausstellung Expo 67 in Montreal im Jahr 1967. Eine weitere Folge seiner Dissertation waren Einladungen zu Gastprofessuren in den USA, darunter als Visiting Professor an der Washington University in St. Louis im Jahr 1958, an der Yale University in New Haven im Jahr 1960 und im Jahr 1962 an der University of California in Berkeley, am M.I.T. und an der Harvard University.

### Praktiker, Gründer und Visionär
1952 eröffnete Otto in Berlin-Zehlendorf ein eigenes Architekturbüro, und 1957 gründete er eine Entwicklungsstätte für den Leichtbau. 1958 war er als Gastdozent an der Hochschule für Gestaltung Ulm tätig, an der er eine Reihe von Projekten leitete. Im selben Jahr wurde er Mitglied der Architektengruppe GEAM (Groupe d’Etudes d’Architecture Mobile). An der Technischen Hochschule Berlin gründete er 1961/62 mit dem Biologen Johann-Gerhard Helmcke die Forschungsgruppe Biologie und Bauen, in der Mediziner, Paläontologen und Architekten natürliche Konstruktionen erforschten, die auf pneumatischen und biologischen Konstruktionsprinzipien basieren. So gestaltete er 1963 den freistehenden Glockenturm der evangelischen Kirche in Berlin-Schönow nach dem Vorbild des Skeletts einer Kieselalge. Das Institut für Leichte Flächentragwerke (IL), das Otto 1964 an der Technischen Hochschule Stuttgart gründete, diente als Modell für den deutschen Pavillon bei der Expo 67 in Montreal. 1969 wurde er zum Leiter des Sonderforschungsbereichs 64 „Weitgespannte Flächentragwerke“ der Deutschen Forschungsgemeinschaft ernannt. Im Juli 1984 wurde dieses Projekt vom Sonderforschungsbereich 230 „Natürliche Konstruktionen – Leichtbau in Architektur und Natur“ bis Dezember 1995 am Institut für Leichte Flächentragwerke fortgeführt. 1976 wurde er zum Ordentlichen Professor der Universität Stuttgart ernannt und lehrte dort bis zu seiner Emeritierung 1990. Das Institut für Leichte Flächentragwerke (IL) firmiert heute unter dem Namen Institut für Leichtbau Entwerfen und Konstruieren (ILEK) und wird von Lucio Blandini geleitet.
Es gibt nicht viele Bauwerke, für die Otto allein verantwortlich zeichnet; viele seiner Bauwerke sind in Zusammenarbeit mit Kollegen und unter Einbeziehung der Nutzer entstanden. Otto selbst bezeichnete sich vor allem als Ideengeber. „Ich habe wenig gebaut. Ich habe viele ‚Luftschlösser‘ ersonnen.“ Seine biomorphen Bauformen verdanken ihre Existenz nicht seiner Schöpfungskunst, sondern beruhen auf der Formenfindung von natürlich vorkommenden Strukturen. „Die Form wird nicht erschaffen, sondern experimentell ermittelt, denn sie ist zuallererst Ausdruck herrschender statischer Kräfte und ergibt sich als Reaktion auf diese“, beschreibt der Architekturkritiker Falk Jaeger den Gestaltungsprozess von Otto.
Seit den 1980er Jahren realisierte Otto mit seinem Schüler Mahmoud Bodo Rasch und dessen Architekturbüro Rasch + Bradatsch, ab 1998 SL Rasch GmbH Special and Lightweight Structures, unter anderem Zeltdachkonstruktionen im islamischen Raum, darunter eine Zeltstadt für die Haddsch-Pilger in Mekka.

### Dachkonstruktionen
Die zeltartigen Dachkonstruktionen gehören zu den bekanntesten Bauwerken Ottos. Eine seiner ersten Zeltdach-Konstruktionen war 1957 das Sternwellenzelt im Kölner Tanzbrunnen anlässlich der Bundesgartenschau 1957. Weitere Zeltkonstruktionen auf anderen Ausstellungen sollten folgen. Zur Optimierung der Dächerformen experimentierte Otto mit Drahtmodellen, die er in Seifenlauge tauchte und die dann von einer Seifenhaut mit dem geringstmöglichen Flächeninhalt, einer Minimalfläche, überspannt wurden. Dafür wurde eigens eine Seifenhautmaschine mit Klimakammer entwickelt und gebaut, um systematisch die Geometrie der Seifenhautmodelle zu erfassen und zu vermessen. Diese Grundform stellt jedoch nur einen Teil seiner Ideen und Bauten dar, als weitere elementare Formen sind der Pneu, Gitterschalen und Seilnetze zu nennen. Er übertrug jenes natürliche Formungsprinzip dann auf die Seilnetze, indem er diese Netze aufhängte, deren Form stabilisierte und sie schließlich umkippte. Nach diesem Verfahren der Formgebung gestaltete er auch Gitterschalen aus langen Holzlatten wie weltweit erstmals mit der Multihalle in Mannheim.

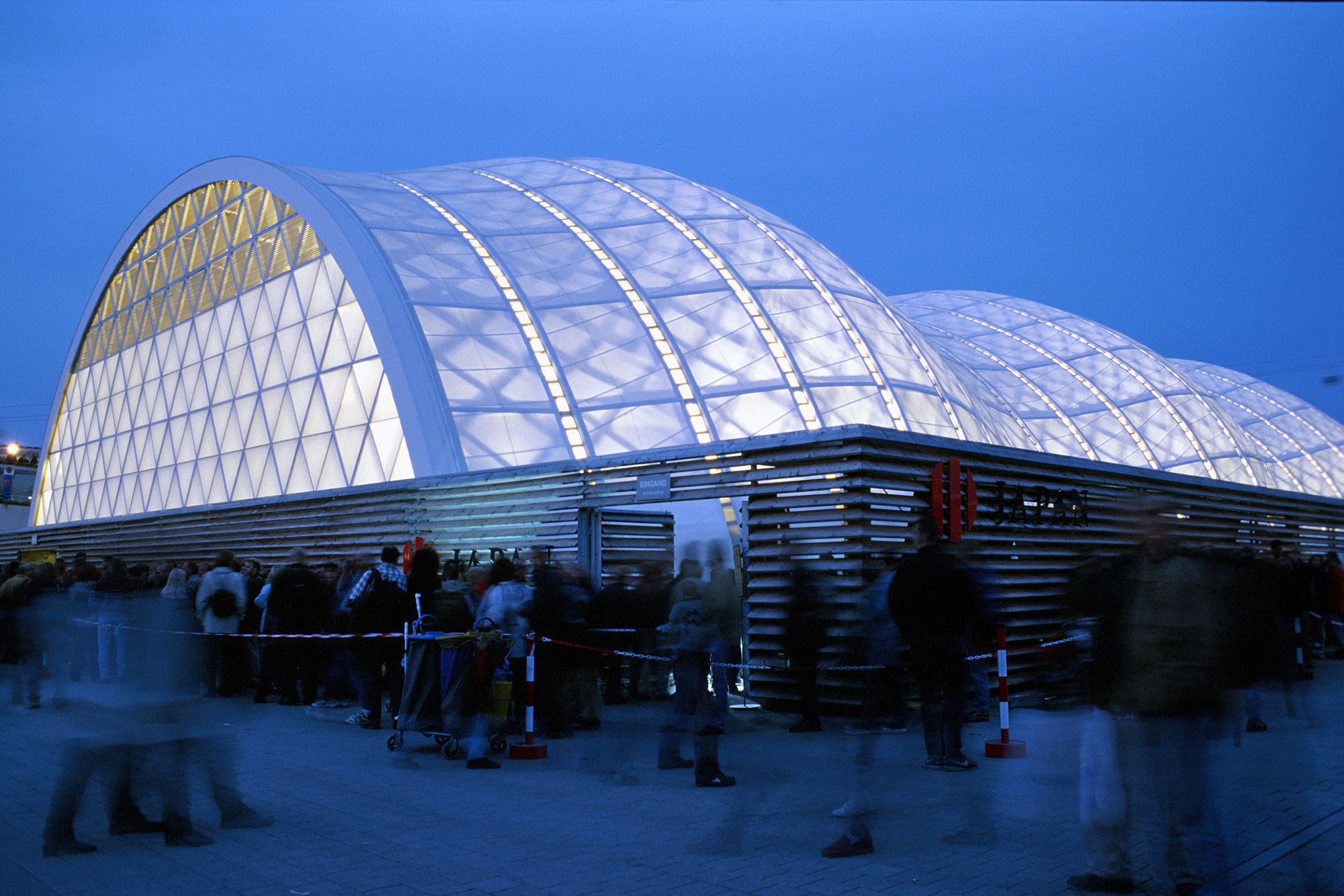
Japanischer Pavillon, Expo 2000, Hannover

Eine Weiterentwicklung stellt der japanische Pavillon für die Expo 2000 in Hannover dar, den er gemeinsam mit Shigeru Ban entwarf. Hier bestand das Tragwerk zunächst nur aus gebogenen Kartonröhren, das jedoch auf Wunsch der Prüfingenieure mit Holzlatten verstärkt werden musste.
Mit Günter Behnisch und dessen Architekturbüro verwirklichte er von 1968 bis 1972 die Überdachung des Hauptsportstättenbereiches am Olympiagelände in München. Das Architekturmagazin Häuser wählte 2002 dieses Ensemble zum besten deutschen Gebäude aller Zeiten. Die gewählte Dachkonstruktion basiert letztlich auf seinen Entwürfen, nachdem sich Behnisch aufgrund unerwarteter Schwierigkeiten (zu große Spannweite) an den Ideengeber selbst wandte. Dennoch fielen Otto die Randseile und die Dachstützen viel zu massiv aus. Die leitenden Bauingenieure Fritz Leonhardt und Jörg Schlaich konnten schließlich ihre Konzeption von statischer Sicherheit durchsetzen. Viel eher entspricht dagegen die luftige und fast unsichtbare Großvoliere im Münchner Tierpark Hellabrunn (Architekt: Jörg Gribl) seinen Vorstellungen vom leichten Bauen. Diese Anlage ist mittlerweile zu einem Wahrzeichen des Tierparks geworden. Mit der Vergänglichkeit und Schönheit seiner Werkstoffe illustrierte er 1977 auch eine Tournee von Pink Floyd in Form von riesigen umgestülpten Schirmen. Für das Projekt Stuttgart 21 war Otto auf Anfrage von Christoph Ingenhoven Berater für Sonderkonstruktion bei den „Lichtaugen“ – tropfenförmige Oberlichtöffnungen im Park, die als herabfließende Geschosspfeiler („Kelchstützen“) auf den Bahnsteigen ruhen. Im August 2010 meinte er, dass wegen des geologisch schwierigen örtlichen Untergrunds und den daraus resultierenden Gefahren das Bauprojekt gestoppt werden sollte.

### Brückenbauten
Von Frei Otto stammen verschiedene Brückenbauten, die auffallend leicht sowohl in der Aufhängung als auch in der Seitenflächengestaltung sind. Ein Beispiel findet sich im Ruhrgebiet: die Fußgängerbrücken im Landschaftspark Mechtenberg.

### Familie
Seit 1952 war Otto mit seiner Frau Ingrid Smolla verheiratet, mit der er fünf Kinder hatte: Angela Boley, Bettina Otto-Matthes, Christine Otto-Kanstinger, Dietmar Otto und Erdmute Böcker. Bis zu seinem Lebensende arbeitete er in seinem Atelier in Warmbronn bei Leonberg, teilweise in Zusammenarbeit mit seiner Frau Ingrid und seiner Tochter, der Architektin Christine Otto-Kanstinger. Eine zunehmende Erblindung schränkte ihn jedoch in seinen Möglichkeiten ein. Otto wurde auf dem Friedhof von Warmbronn beigesetzt.

### Nachlass
Sein umfangreiches Werkarchiv wird vom Südwestdeutschen Archiv für Architektur und Ingenieurbau (saai) in Karlsruhe aufbewahrt. Das saai zeigte in Kooperation mit der Wüstenrot Stiftung und dem ZKM Karlsruhe die bisher größte Ausstellung zu Frei Ottos Œuvre vom 5. November 2016 bis zum 19. März 2017 unter dem Titel Frei Otto. Denken in Modellen.

## Verschiedenes
Am 25. Juni 2018 luden die Möbelfirma Wilkhahn, die Bundesarchitektenkammer und die Deutsche Gesellschaft für Nachhaltiges Bauen (DGNB) eine Reihe von Architekturprofessoren und Architekten zu einem Symposium ein, das über „Frei Ottos ideelles Erbe“ vortrug und diskutierte. Für Wilkhahn entwarf Otto Mitte der 1980er-Jahre vier als leichte Holzkonstruktion ausgeführte Zeltdachpavillons. Unter Mitsprache der Belegschaft entstand Ottos einziges Industriegebäude mit viel Ausblick und Raum. Der Wilkhahn-Geschäftsführer Jochen Hahne sagte beim Symposium zu Ottos architektonischem Erbe: „Egal welche Ideen und zukunftsweisenden Vorhaben man heute plant, Frei Otto war schon da.“ Seine ökologischen, sozial und kulturell geprägten Gestaltungsprinzipien hätten, neben der innovativen und experimentellen Formfindung, mehr denn je Bestand.

## Werkschau (Auswahl)

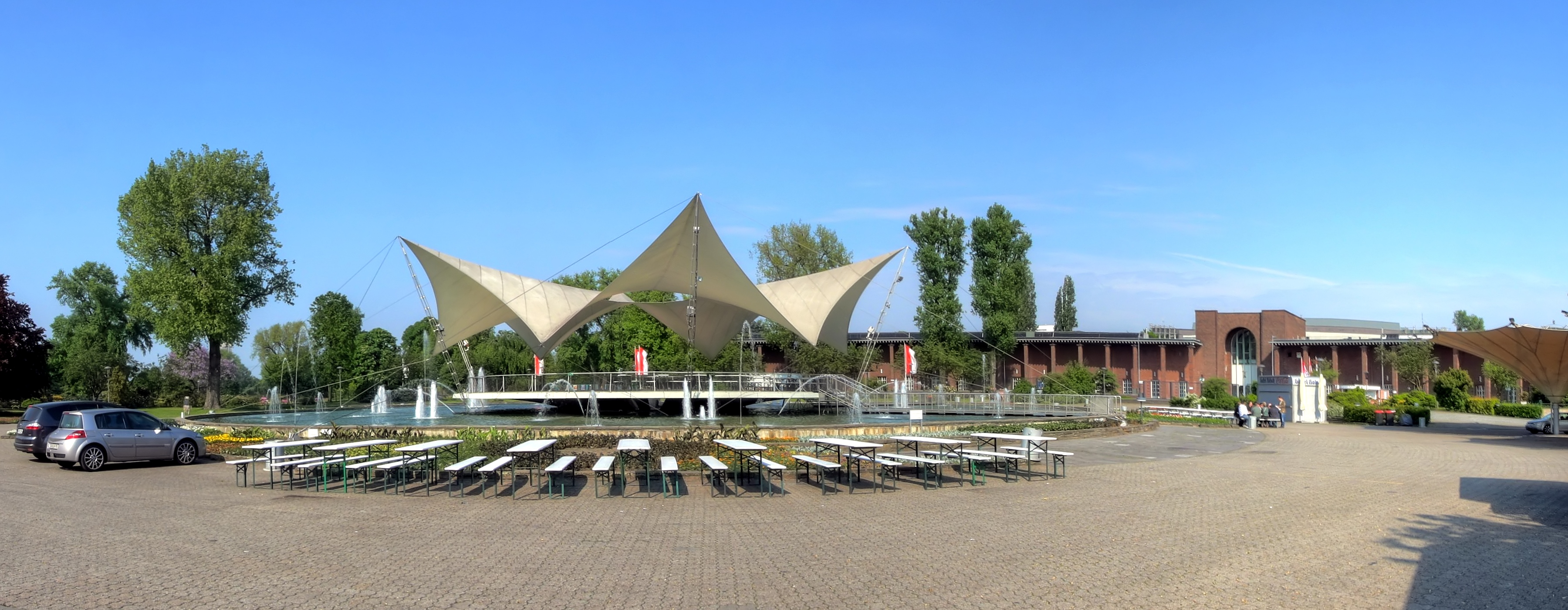
Sternwellenzelt am Tanzbrunnen im Rheinpark, Köln (1957)
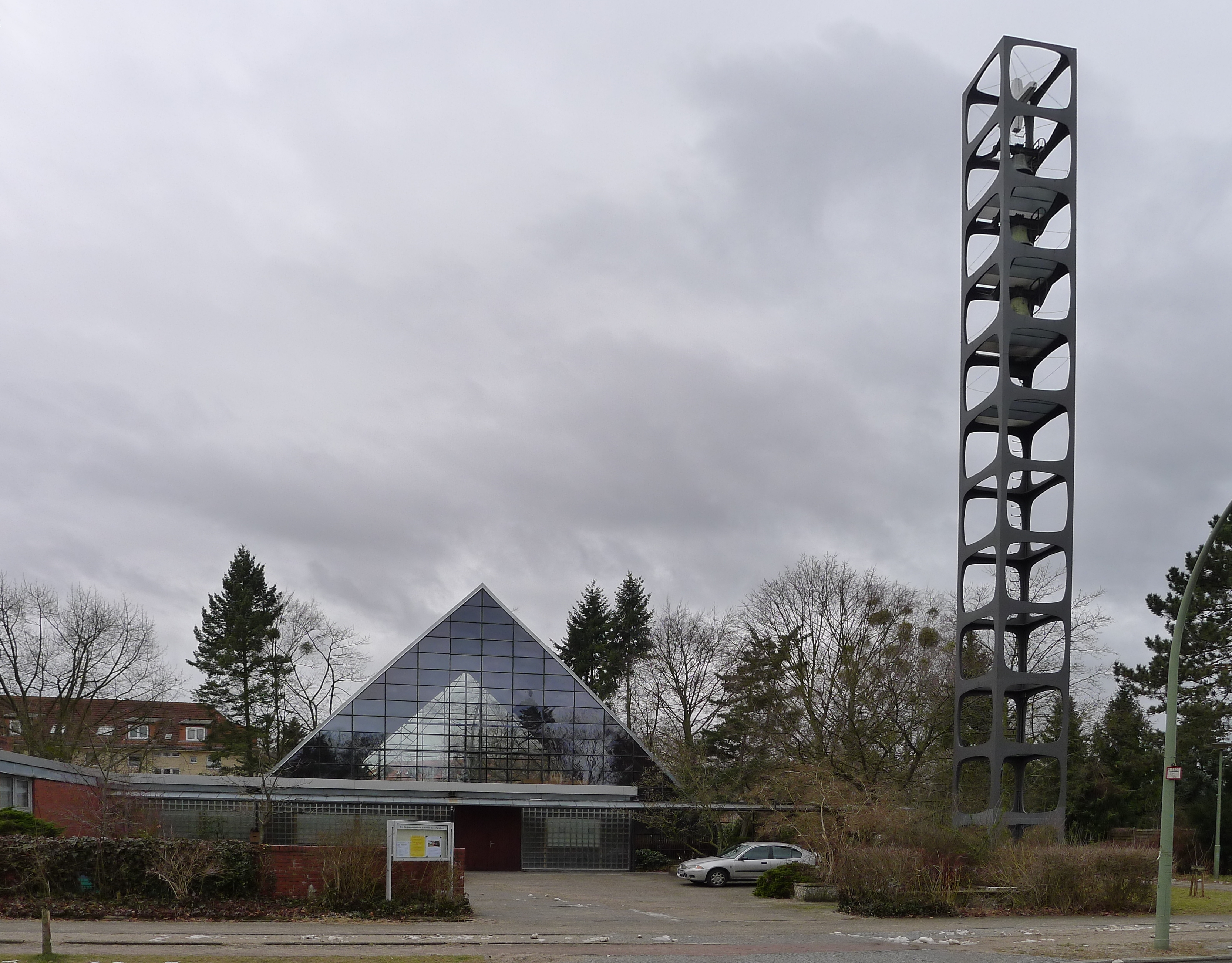
Glockenturm der Kirche Schönow, Berlin-Zehlendorf (1963)
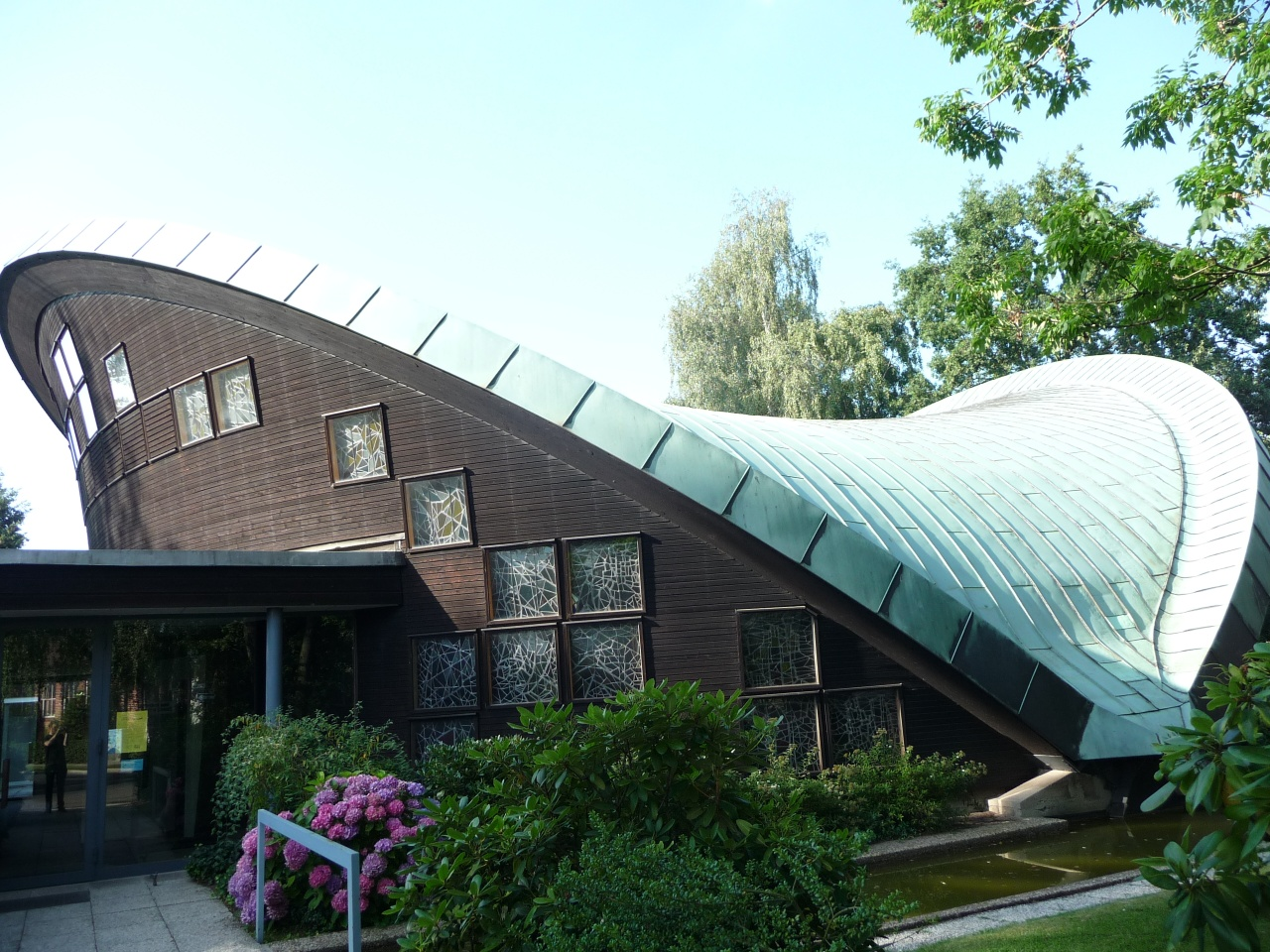
Mit Carsten Schröck, St.-Lukas-Kirche (Bremen-Grolland) (1963/64)
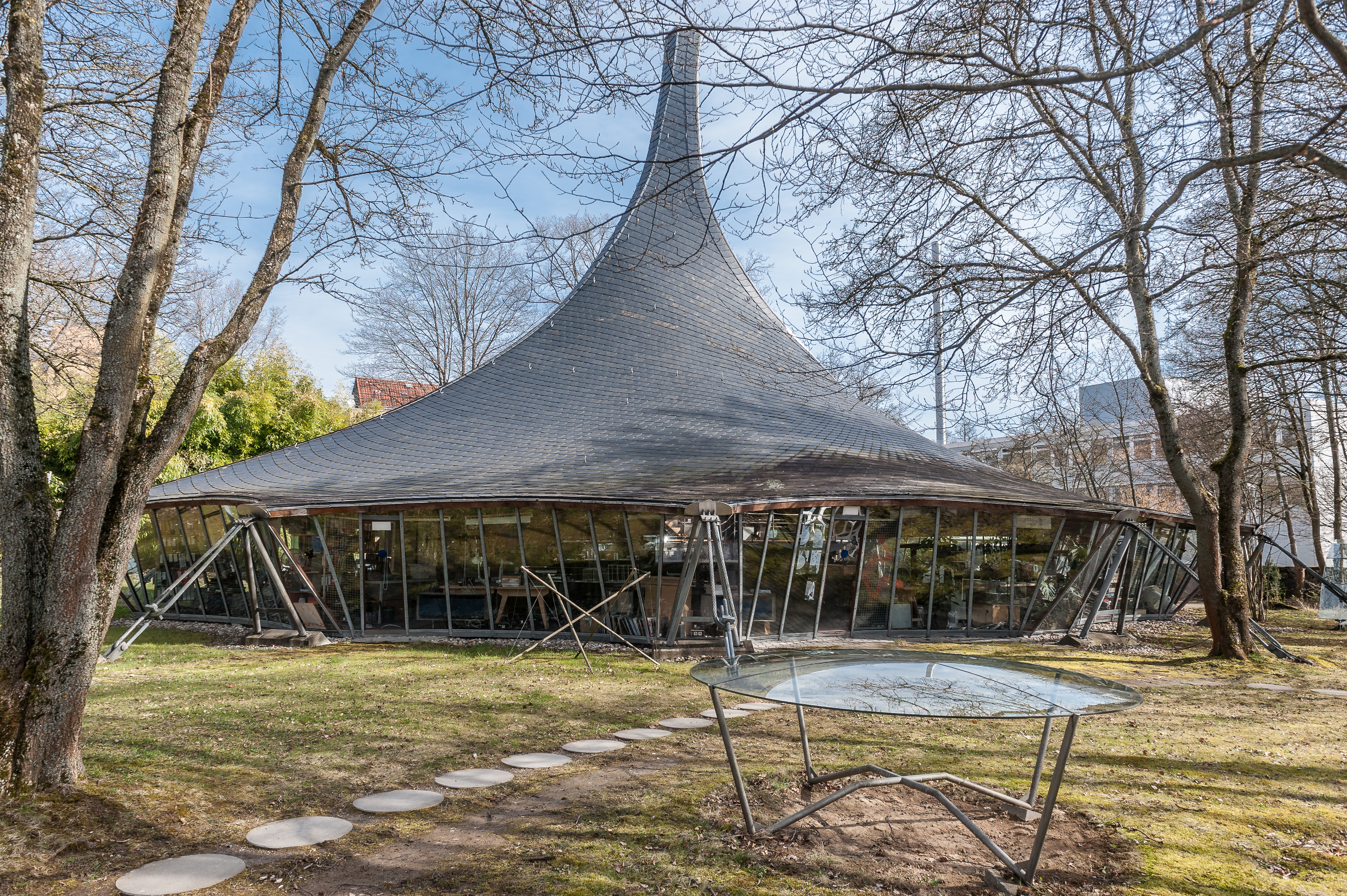
Institut für Leichte Flächentragwerke (IL), Universität Stuttgart (Aufbau 1965, Ausbau 1968)
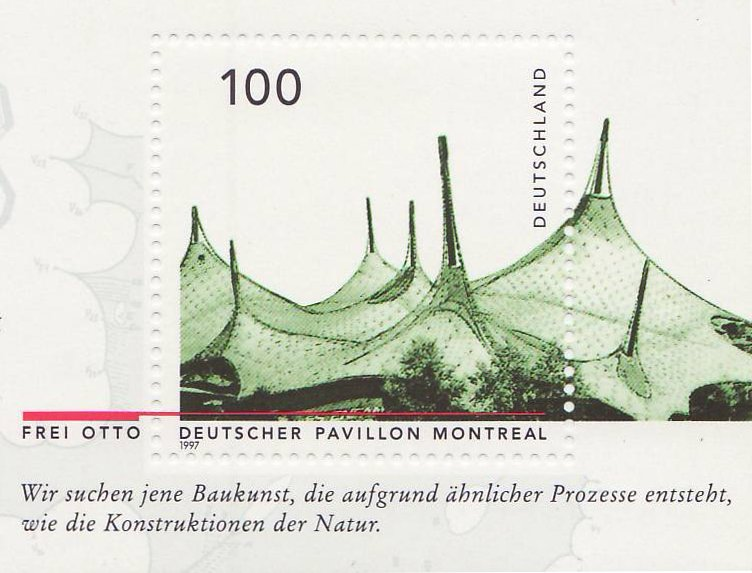
Deutscher Pavillon für die Weltausstellung Expo 67 in Montreal, 1967 (1972[39] abgebaut)
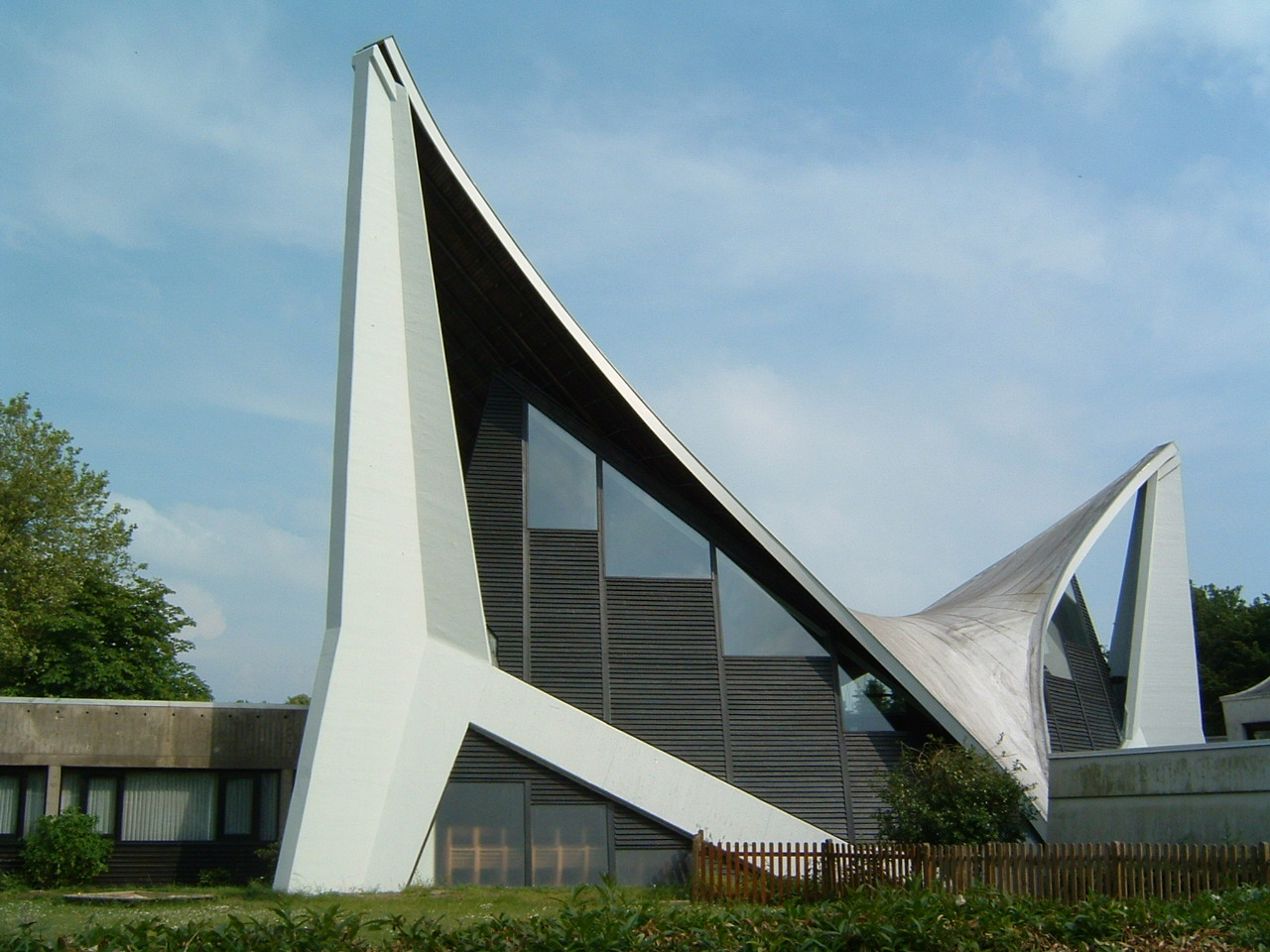
Mit Carsten Schröck, Dietrich-Bonhoeffer-Kirche in Bremen-Huchting (1971)
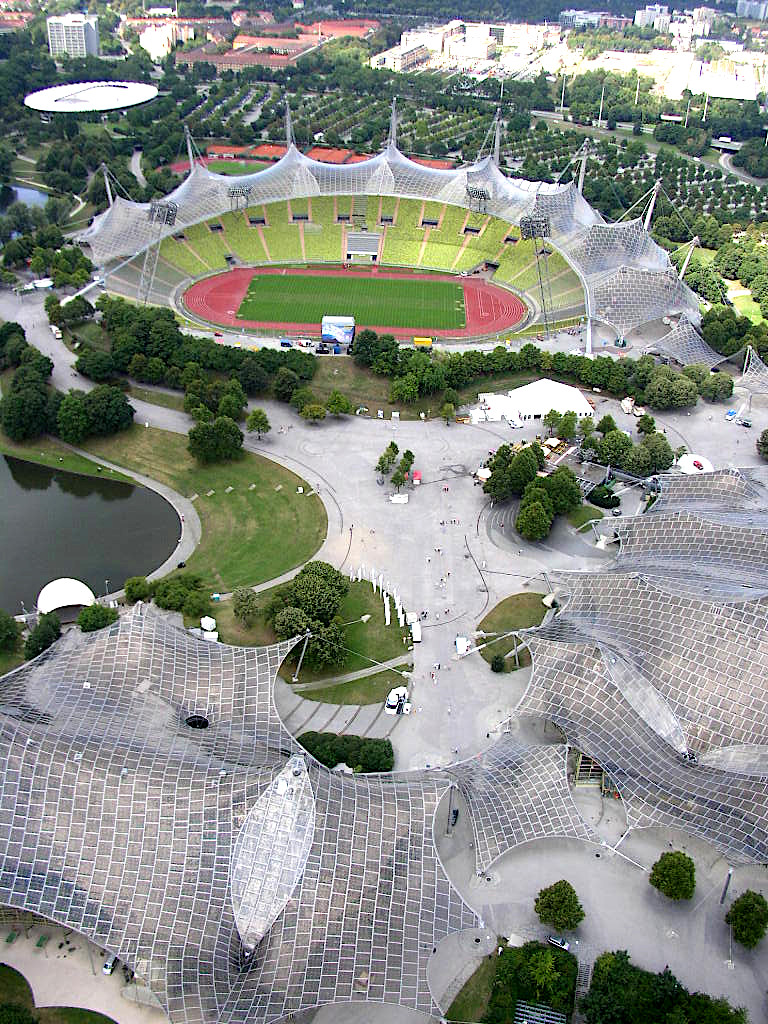
Zeltdach über dem Olympiapark und Stadion, München (1972)
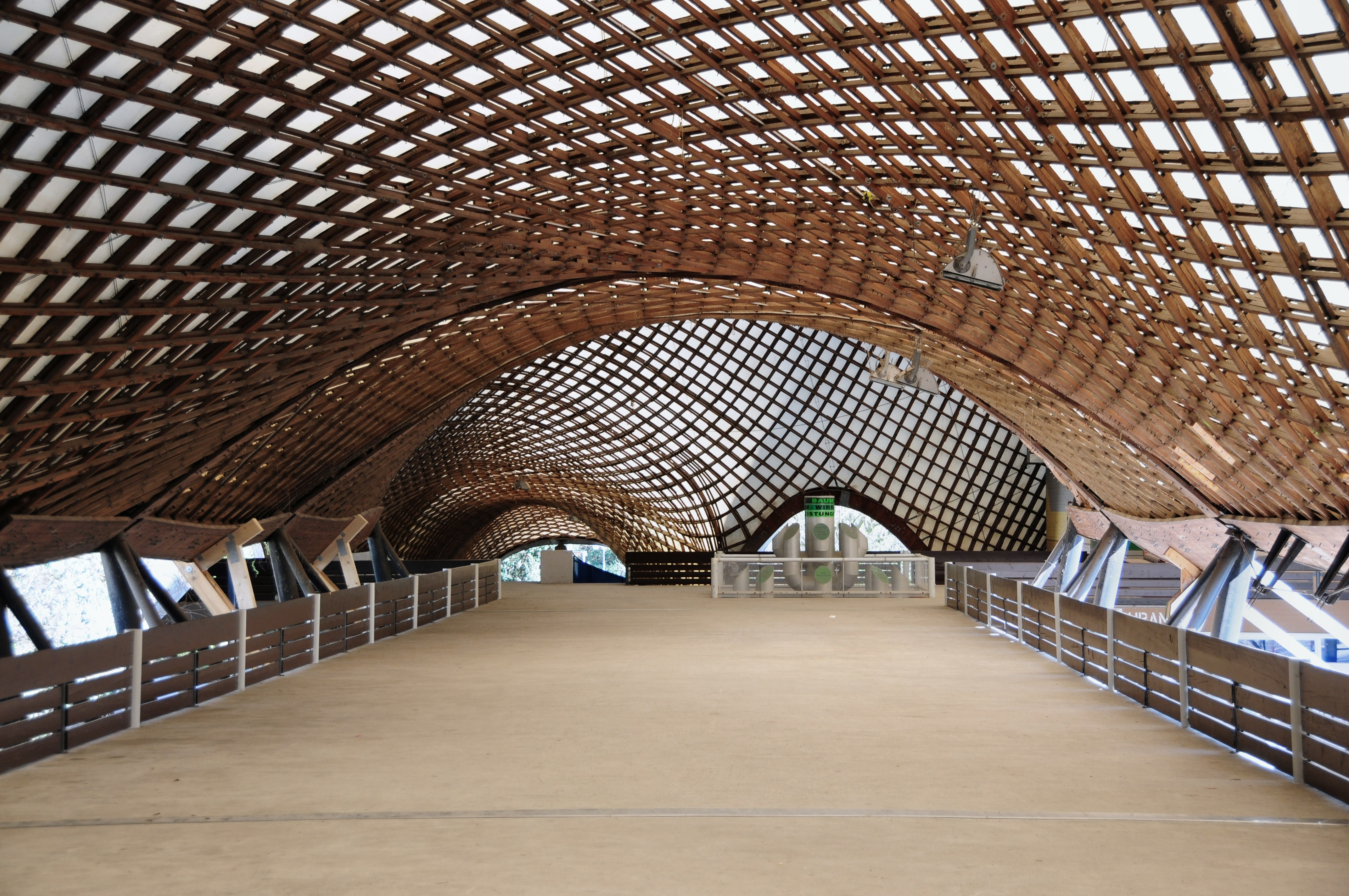
Multihalle im Herzogenriedpark, Mannheim, 1975
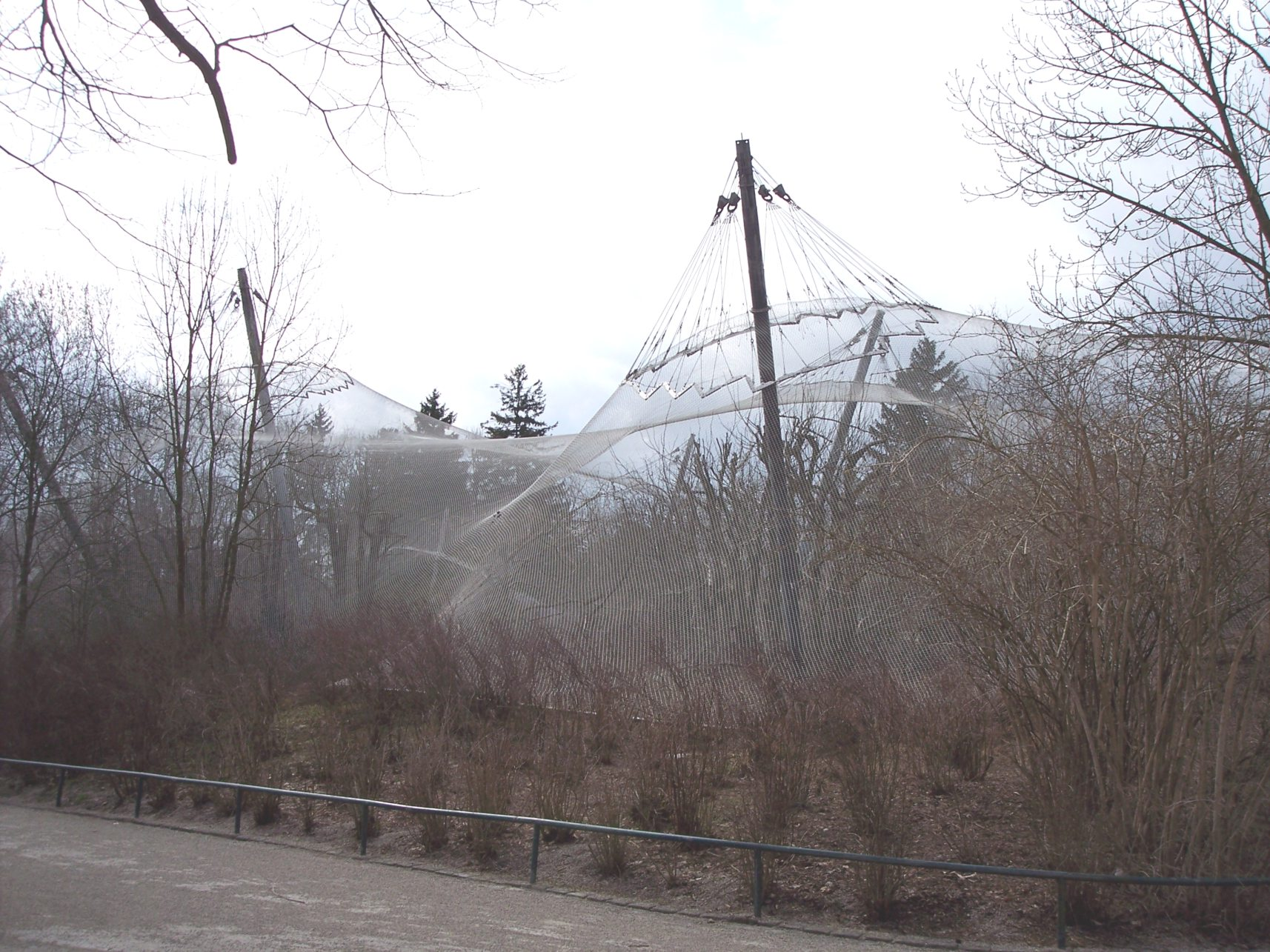
Groß-Voliere im Tierpark Hellabrunn, München (1980)
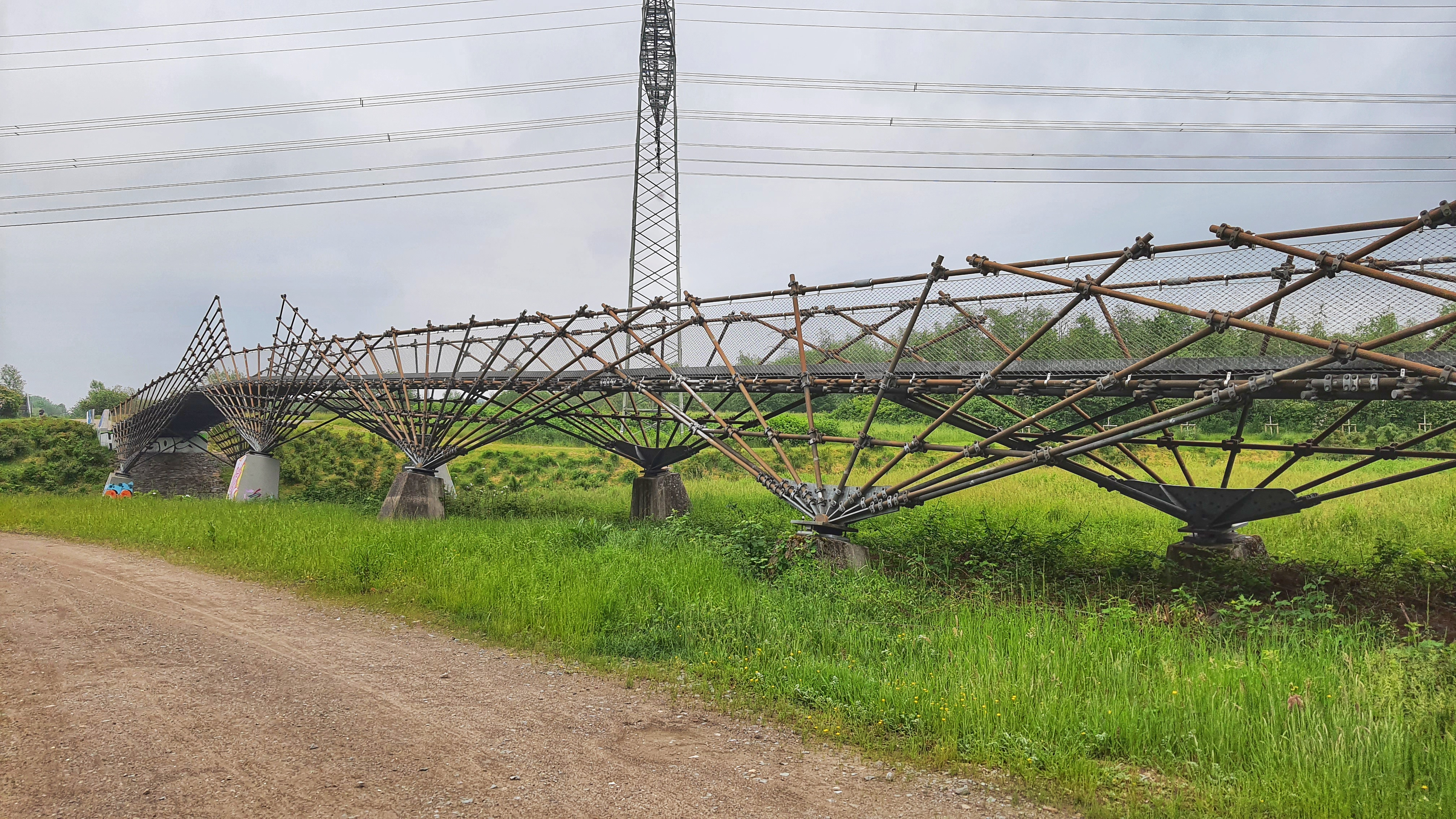
Mechtenbergbrücke im Landschaftspark Mechtenberg bei Gelsenkirchen (2002/03)

## Bauten (Auswahl)
- 1955: Vierpunktsegel als Musikpavillon auf der Bundesgartenschau in Kassel
- 1956–1958: Wohnanlage der Evangelischen Gemeinnützigen Wohnungsbaugesellschaft Alexanderstiftung, Badener Ring/Bayernring/Boelckestraße, Neu-Tempelhof, Berlin[40]
- 1957: Tanzbrunnen (Sternwellenzelt), Rheinpark in Köln
- 1960–1961: Kirche Schönow-Buschgraben, Berlin-Zehlendorf[41]
- 1963: St.-Lukas-Kirche in Bremen-Grolland (mit Carsten Schröck)
- 1967: Deutscher Pavillon für die Weltausstellung Expo 67 in Montreal (abgebaut)
- 1968: bewegliche Überdachung der Stiftsruine Bad Hersfeld
- 1969: Zeltdachkonstruktion zur Überdachung der Sitzplätze der Felsenbühne Luisenburg bei Wunsiedel[42]
- 1971: Bonhoeffer-Kirche in Bremen-Huchting (mit Carsten Schröck)
- 1972: Olympiadach in München (Seilnetzdächer)
- 1974: Konferenzzentrum in Mekka (mit Rolf Gutbrod)
- 1975: Multihalle in Mannheim
- 1980: Großvoliere im Tierpark Hellabrunn, München (mit Jörg Gribl)
- 1985: Behörden- und Kulturzentrum Tuwaiq Palace in Riad[43]
- 1988: Produktionspavillons für die Möbelfirma Wilkhahn in Bad Münder am Deister, Eimbeckhausen[44][45]
- 1991: Ökohaus Corneliusstraße in Berlin-Tiergarten[46]
- 2000: Mitarbeit am japanischen Pavillon für die Expo 2000 in Hannover
- 2000: zeitweilige Mitarbeit am Großprojekt Stuttgart 21 (Lichtaugen für den unterirdischen Stuttgarter Hauptbahnhof)[47][48]
- 2000: 24-m-Rundzelte in Leonberg (mehrlagige Membrankonstruktion)
- 2004: Vorschlag für Schirme für den Schlossplatz in Stuttgart

## Ehrungen und Auszeichnungen (Auswahl)
- 1967: Berliner Kunstpreis für Baukunst
- 1967: Auguste-Perret-Preis (Prix Perret) der Union Internationale des Architectes (UIA) für den Deutschen Pavillon auf der Weltausstellung Expo 67 in Montreal, Kanada[49]
- 1968: Ehrenmitgliedschaft / Honorary Member of the American Institute of Architects (AIA)
- 1974: Thomas Jefferson Medal in Architecture von der University of Virginia und der Thomas Jefferson Foundation
- 1980: Aga Khan Award for Architecture[50]
- 1981: BDA-Preis Bayern für Großvoliere im Tierpark Hellabrunn, München
- 1982: Großer BDA-Preis[51]
- 1990: Ehrendoktorwürde der Universität Essen
- 1990: Honda-Preis / Tokio (dotiert mit 120.000 DM)
- 1996: Großer Preis des Deutschen Architekten- und Ingenieurverbandes
- 1996/97: Wolf-Preis für Architektur
- 1998: Aga Khan Award for Architecture[43]
- 2000: Verdienstmedaille des Landes Baden-Württemberg[52]
- 2000: Ehrenbürgerwürde der Stadt Leonberg
- 2000: Sonderpreis der VII. Internationalen Biennale für Architektur für sein Lebenswerk
- 2002: Olympiastadion München – bestes deutsches Bauwerk aller Zeiten nach einer Umfrage des Architekturmagazins Häuser[24]
- 2005: Royal Gold Medal vom Royal Institute of British Architects (RIBA) für sein Lebenswerk
- 2005: Ehrendoktorwürde der Technischen Universität München wegen seiner „außergewöhnlichen Leistungen auf dem Gebiet des leichten und ökologischen Bauens“
- 2005: Ausstellung zu seinem Lebenswerk im Architekturmuseum der Technischen Universität München[53] in der Pinakothek der Moderne (Frei Otto – Leicht bauen, natürlich gestalten. 26. Mai – 28. August 2005)
- 2006: Verleihung des Bundesverdienstkreuzes 1. Klasse
- 2006: Praemium Imperiale („Nobelpreis der Künste“) in der Sparte Architektur
- 2007: Ehrendoktorat der Universität Innsbruck
- 2013: Nike: Klassik-Nike Architekturpreis des BDA für Olympiapark München. Anlagen und Bauten für die Olympischen Spiele 1972 zusammen mit Behnisch & Partner et al.[54]
- 2015: Pritzker-Architektur-Preis (Anerkennung zu Lebzeiten, Verleihung posthum)[4][5]

## Würdigungen
„Ein glänzender Mann, mehr Wissenschaftler als Künstler, voller origineller Ideen, in seinen Ansichten ausgeglichen und gedankenvoll.“

„Nur einmal in einer Generation erfindet jemand ein ganz neues Universum von Ideen und von Lösungen. Und das war er: Frei.“

„Von ganz früh an waren wir fasziniert von Ottos Fähigkeiten, Raum zu gestalten. Diese Gebäude, die gar nicht zu existieren scheinen. So zart sind sie – wie Schmetterlingsflügel.“

„Es gibt wieder ein gewaltiges Interesse an Leichtbauten, an zeltartigen Strukturen. Ottos Netze und all diese Dinge, die er in seinem Institut gemacht hat, sind wieder sehr in den Mittelpunkt gerückt.“

„Frei Otto hat seine Erfindungen nicht patentieren lassen, sondern allen geschenkt, damit spätere Konstrukteure davon profitieren können. Er war ein großer Humanist.“

„Frei Otto hat für immer unsere Art, über Bauten zu denken, verändert. […] Er hat in Frage gestellt, was da war, und ist zurück zur Natur gegangen. Er war weit vor seiner Zeit.“

## Ausstellungen
- 1971: The work of Frei Otto. Museum of Modern Art, New York[58]
- 1975: The work of Frei Otto. Neufassung, Internationale Wanderausstellung in fünf Erdteilen[58]
- 1981: Natürliche Konstruktionen. Institut für Auslandsbeziehungen (ifa), Stuttgart und in Goethe-Instituten in ca. 80 Ländern[58]
- 1992: Gestalt finden, Frei Otto • Bodo Rasch. Ausstellung zum Werkbundpreis, Villa Stuck, München[58]
- 2005: Frei Otto – Leicht bauen, natürlich gestalten. Architekturmuseum der TU München in der Pinakothek der Moderne[58]
- 2016/17: Frei Otto. Denken in Modellen. ZKM, Karlsruhe[36]
- 2017: Modell der Medizinischen Fakultät Ulm, 1965,[59] documenta 14, Palais Bellevue, Kassel.[60]

## Schriften (Auswahl)
- Frei Otto (Hrsg.): Zugbeanspruchte Konstruktionen. Gestalt, Struktur und Berechnung von Bauten aus Seilen, Netzen und Membranen. Ullstein, Frankfurt, Berlin.
1962: Band 1: Pneumatische Konstruktionen von Frei Otto. Berechnung der Membranen von Rudolf Trostel. Zugverankerungen im Baugrund von Frei Otto.
1966: Band 2: Grundbegriffe und Übersicht der zugbeanspruchten Konstruktionen.
- Frei Otto, Rainer Barthel, Berthold Burkhardt: Natürliche Konstruktionen. Formen und Konstruktionen in Natur und Technik und Prozesse ihrer Entstehung. DVA, Stuttgart 1982, ISBN 3-421-02591-6.
- über Baubionik.
- Schriften und Reden 1951–1983. Frei Otto. Hrsg. von Berthold Burkhardt. Vieweg, Braunschweig 1984, ISBN 3-528-08687-4, Auszüge in Google Bücher.
- Leicht. Eine Arbeit des Teilprojektes C1 „Entstehungsprozesse von Objekten in Natur und Technik“ im Sonderforschungsbereich 230 „Natürliche Konstruktionen“. Text und Skizzen von Frei Otto. Universität Stuttgart, Sonderforschungsbereich 230, 1985.
- Klaus Bach: Seifenblasen. Eine Forschungsarbeit des Instituts für Leichte Flächentragwerke über Minimalflächen = Forming bubbles. Hrsg. von Frei Otto. Krämer, Stuttgart 1988, 400 S., zahlr. Ill., ISBN 3-7828-2018-5.
- Frei Otto: Gestaltwerdung. Zur Formentstehung in Natur, Technik und Baukunst. Müller, Köln 1988.
- Frei Otto: Das hängende Dach. Gestalt und Struktur. Mit Nachworten von Frei Otto, Rainer Graefe und Christian Schädlich. DVA, Stuttgart 1990. (Nachdruck der 1954 im Bauwelt-Verlag erschienenen Dissertation – erste zusammenfassende Darstellung zugbeanspruchter Flächentragwerke.)[8]
- Klaus Dunkelberg: Bambus – Bauen mit pflanzlichen Stäben / Bamboo. (= Mitteilungen des Instituts für Leichte Flächentragwerke der Universität Stuttgart, 31). Hrsg. von Frei Otto. Krämer, Stuttgart 1996, ISBN 3-7828-2031-2. (deutsch / englisch)